# Anacondas: The Hunt for the Blood Orchid
Anacondas: The Hunt for the Blood Orchid is een Amerikaanse horrorfilm uit 2004 onder regie van Dwight H. Little. Het is het vervolg op Anaconda uit 1997. De productie werd genomineerd voor een Razzie Award in de categorie 'slechtste vervolg'.

## Verhaal
De film begint met een scène in de jungle van Borneo waar een inheemse man een tijger wil vangen. De man wordt echter in de gaten gehouden door een enorme anaconda. Plots hoort hij geluiden van geschrokken dieren en begint hij weg te rennen. De slang volgt hem en uiteindelijk wordt de man door de slang meegesleurd in een nabijgelegen rivier.
Een team van wetenschappers wil in de jungle van Borneo een bloedorchidee zoeken die een stof bevat waarmee het leven verlengd kan worden. Op een bijeenkomst tonen ze foto's en veronderstellen ze dat dit een mijlpaal in de farmacie zou zijn. Ze mogen een expeditie doen om de bloem te vinden en vertrekken.
Bij hun aankomst in Borneo is het regenseizoen aangebroken. Hierdoor wil geen enkele boothouder uitvaren. Ze vinden echter iemand die zo gek is om dit te doen, Bill Johnson. Hij vraagt echter $50.000 om zijn boot met hem en zijn goede vriend Tren erbij te gebruiken. Ze betalen en vertrekken naar de jungle. Tijdens hun tocht ontmoet de crew de aap Kong, die op de boot woont. Deze verlaat het dek voor voedsel en wordt bedreigd door een anaconda. De aap kan ontsnappen en belandt weer aan boord. De boot loopt echter vast en vaart van een waterval. Hierdoor moet de expeditie te voet verder. Tijdens hun tocht steken ze een waterplas over. Kong ziet een anaconda zwemmen en waarschuwt de leden. Ben probeert de groep schrik aan te jagen met een scène uit Jaws maar plots wordt hij onder water getrokken. Iedereen denkt dat hij een grapje maakt totdat ze de enorme anaconda zien. Ben wordt opgeslokt en de groep rent het water uit.
Bill zegt dat dit de grootste slang was die hij ooit zag. Hierdoor wil bijna iedereen de expeditie afblazen. Bill belt een vriend van hem om hun op te halen aan een ander stuk rivier. Deze man stopt in het midden van de rivier omdat hij iets vreemds hoort. Op dat ogenblik kruipt een anaconda aan boord en grijpt deze Livingstone. De boot vertrekt en ontploft even later.
De expeditieleden trekken de jungle in en stoppen even om uit te rusten. Bill ziet een bloedzuiger op Cole en verwijdert deze. Even later ontdekt Bill dat er veel meer bloedzuigers op Cole zitten en Bill haalt ook deze eraf. Hierna waarschuwt Tren voor ongedierte in de kleding. Een gevaarlijke spin was in een schoen gekropen en Jack vangt deze in een potje. Ze vinden het wrak van Livingstones boot en zoeken bruikbare spullen. Jack houdt de telefoon en het wapen achter en iedereen vertrekt terug. Ze gaan nu op zoek naar een dorp van inheemse volkeren.
In het dorp zien ze een dode anaconda met een opengesneden buik. Hierin zit een lijk van een jongetje en plots zien ze dat al de boten verdwenen zijn. Ze bouwen een vlot om ermee verder te trekken. 's Avonds ontdekt Mitchell de telefoon en het wapen maar Jack verhindert hem dat hij kan bellen. Jack laat de dodelijke spin los en Mitch wordt verlamd. Jack verlaat de hut om naar het vlot te gaan en Sam gaat Mitch zoeken. Ze ziet hem verlamd liggen en rent terug naar het vlot. Ondertussen is een anaconda tot bij zijn lichaam geraakt en neemt het beest Mitch vast. De groep ziet hoe het beest hem optrekt en probeert hem te redden. Ondertussen vaart Jack alleen weg met het vlot.
Nu moeten de overgebleven leden te voet verder naar de plaats van de orchideeën. Ze vallen in een grot en Cole raakt verdwaald. Tren zoekt Cole maar wordt zelf opgeslokt door een anaconda. Cole kan de groep net op tijd terugvinden en ontsnapt aan een tweede anaconda. Bij de uitgang hakt Sam de kop af van deze anaconda en grijpt een andere Cole. Bill kan nog net op tijd zijn mes gooien om Cole te redden.
Ze trekken verder naar het vlot maar daar aangekomen schiet Jack op Bill. Hij dwingt iedereen om de bloemen te halen. Cole wordt vastgebonden en Sam moet de bloemen plukken. De bloemen groeien echter boven een poel vol met anacondas in paringsstemming. Ze gooit de rugzak naar Jack maar deze wordt neergeslagen door Bill. De zak valt en de giftige spin ontsnapt. Jack pakt de zak maar wordt gebeten door de spin. Hij valt in de poel en wordt verzwolgen door de slangen. Sam valt ook maar kan net op tijd ontsnappen. Één anaconda klimt naar boven maar wordt besprinkeld met benzine van het wrak. Cole schiet naar de slang en deze valt naar beneden. Hierna ontploft ze samen met de andere slangen en valt de hele poel dicht met rotsen. De overlevenden Gail, Bill, Cole en Sam varen met het vlot weg.

## Rolverdeling
| Acteur            | Personage             |
| ----------------- | --------------------- |
| Johnny Messner    | Bill Johnson          |
| KaDee Strickland  | Samantha 'Sam' Rogers |
| Matthew Marsden   | Dr. Jack Byron        |
| Nicholas Gonzalez | Dr. Ben Douglas       |
| Eugene Byrd       | Cole Burris           |
| Karl Yune         | Tran                  |
| Salli Richardson  | Gail Stern            |
| Morris Chestnut   | Gordon Mitchell       |
| Andy Anderson     | John Livingston       |
| Nicholas Hope     | Christina Van Dyke    |
| Peter Curtin      | Lawyer                |
| Denis Arndt       | CEO                   |
| Khoa Do           | Lead Lopak Hunter     |
| Aireti            | Lopak Hunter          |
| Andre Tandjung    | Bartender             |